# Harry Woodburn Chase
Pour les articles homonymes, voir Chase.
Harry Woodburn Chase (1883-1955) fut le président de l'université de Caroline du Nord de 1919 à 1930, président de l'université de l'Illinois de 1930 à 1933 et le huitième président de l'université de New York de 1933 à 1951.